# محطة تزينلونغباي
محطة تزينلونغباي (الملقبة ايضا محطة تزينلونغ الشمال، او باللغة الصينية 镇龙北站 ) هي محطة للخط 14 من مترو قوانغتشو . بدا استخدام المحطة تحديدا في 28 من ديسمبر عام 2017.

## تخطيط المحطة
المحطة لها منصة جزيرة تحت الأرض.

## المخارج
هناك 4 مخارج ، بالحروف A و B و C و D. تقع جميع المخارج في شارع جيولونغ.